# Zabrotica
Zabrotica is een vliegengeslacht uit de familie van de roofvliegen (Asilidae).

## Soorten
- Z. clarkei Hull, 1958